# Eucera laxiscopa
Eucera laxiscopa är en biart som beskrevs av Johann Dietrich Alfken 1935. Eucera laxiscopa ingår i släktet långhornsbin, och familjen långtungebin. Inga underarter finns listade i Catalogue of Life.